# 22490 Zigamiyama
22490 Zigamiyama è un asteroide della fascia principale. Scoperto nel 1997, presenta un'orbita caratterizzata da un semiasse maggiore pari a 2,5258743 UA e da un'eccentricità di 0,1388952, inclinata di 14,22294° rispetto all'eclittica.